# Monica Musonda
Monica Katebe Musonda é uma empresária e advogada da Zâmbia, que renunciou a um emprego bem remunerado como advogada corporativa para iniciar e depois liderar uma empresa de processamento de alimentos com sede em seu país, a Java Foods Zambia Limited, onde atua como diretora executiva.

## Histórico e educação
Monica Musonda nasceu na Zâmbia c. 1976. Ela é bacharel em Direito pela Universidade da Zâmbia e mestre em Direito pela Universidade de Londres, na Inglaterra. Na época em que iniciou seu negócio de processamento de alimentos, em 2012, ela foi descrita como "uma advogada inglesa com dupla qualificação e advogada zambiana".

## Carreira
Advocacia
A carreira jurídica de Musonda começou no Reino Unido, após sua segunda graduação. Ela era advogada associada da Clifford Chance, em Londres. Ela se mudou para a África do Sul e foi promovida a Sócia da Edward Nathan, em Joanesburgo.
Enquanto estava na África do Sul, ela foi persuadida a se mudar para Washington, DC, capital dos Estados Unidos, como Conselheira Geral interna da International Finance Corporation, um componente do Grupo do Banco Mundial. Enquanto estava lá, abriu uma posição no Grupo Dangote em Lagos, na Nigéria. Ela foi contratada como Diretora de Assuntos Jurídicos e Corporativos e logo foi promovida a Conselheira Geral do Grupo.
Em uma das viagens de Aliko Dangote (pessoa mais rica da África) à Zâmbia, com Monica em sua comitiva, Dangote perguntou a ela por que a maioria das instituições financeiras e comerciantes em geral no país pertenciam e eram operadas por não zambianos. Ela se sentiu desafiada e decidiu abrir seu próprio negócio. Ela renunciou ao cargo de Conselheira Geral do Dangote Group e lançou a Java Foods Zambia Limited.
Empresariado
Quatro anos depois de criar a Java Foods Zambia Limited, onde atua como diretora executiva, Monica decidiu expandir sua linha de produtos. Ela também decidiu fabricar localmente e adquirir a matéria-prima na Zâmbia. Seu próximo produto é um "cereal instantâneo fortificado", que ela chama de "mingau". É feito de farinha de milho.
Ela contou com a ajuda da Partners in Food Solutions (PFS), um "consórcio de empresas líderes globais de alimentos que inclui" General Mills, Cargill, DSM, Bühler, Hershey e Ardent Mills. Engenheiros da PFS, gerentes de negócios e cientistas de alimentos da General Mills e da Cargill trabalharam com a equipe da Java Foods durante um ano, pro bono (sem receber salários), para fazer a fábrica de processamento de alimentos na Zâmbia decolar. A consulta gratuita está calculada em US$ 50.000 (cerca de 250.000 reais).
Em junho de 2017, a Java Foods Limited empregava 25 funcionários em tempo integral. Esse número caiu para 19 funcionários em tempo integral até 2020. Os produtos oferecidos são:
- eeZee Instant Noodles
- eeZee Supa Cereal, um "cereal instantâneo fortificado"
- salgadinhos de milho Num Nums.

## Outras considerações
Monica Musonda foi nomeada membro do Comitê de Governança e Ética da CAF, em julho de 2019. Ela faz parte do júri da Cartier Women's Initiative.
Monica Musonda faz parte dos conselhos das seguintes empresas, como diretora não-executiva:
- Airtel Networks Zambia Plc.
- Zambia Sugar Plc.
- Dangote Industries Zambia Limited.

## Prêmios
- Prêmio Empreendedor Africano do Ano de Agronegócios de 2017[1]
- 2018 LAB AWARDS DA OHNS [1]
- 2022 BBC 100 Mulheres[9]